# Elof von Boisman
Elof von Boisman, född 21 november 1830 i Växjö, död 13 februari 1918 på Hagneryd i Kullerstads socken, var en svensk militär.
Elof von Boisman var son till överstelöjtnant Georg Gabriel von Boisman och Charlotta Wiberg. Han blev kadett vid Krigsakademien på Karlberg 1844 och utexaminerades därifrån 1850. von Boisman blev underlöjtnant vid Andra livgrenadjärregementet samma år och löjtnant 1855. Han var biträdande lärare i gymnastik och vapenföring vid Krigsakademien 1864–1867. von Boisman befordrades till kapten 1864, till tredje major 1875 och till överstelöjtnant i armén 1882. Han var 1883–1887 överstelöjtnant och chef för Västerbottens fältjägarekår. År 1887 erhöll von Boisman avsked med tillstånd att kvarstå som överstelöjtnant i armén, befordrades 1900 till överste i armén och erhöll avsked ur krigstjänsten strax efteråt. Han var ägare till Hagneryd i Kullerstads socken och Köpingsberg i Stora Köpinge socken. von Boisman blev riddare av Svärdsorden 1873.